# Полис (Кипр)
Полис, или Полис Хрисохус (греч. Πόλις Χρυσοχούς) — это небольшой город в северо-западной части острова Кипр, омывается заливом Хрисоху. Население — 3000 человек. На западе от города расположен заповедник на окраине полуострова Акамас. Туристический курорт, доходы жителей дополняются прибылью от ведения сельского хозяйства и рыболовства. Полис служит портом для рыбаков из деревни Лахи. Известен рыбными ярмарками и состязаниями по яхтспорту. Тем не менее, самым главным преимуществом города является то, что он расположен недалеко от заповедника на полуострове Акамас, где находится купальня Афродиты. Мэр Полиса Ангелос Георгиу.

## История
Район города-государства Марион был заселён ещё в эпоху неолита. В Древнем Мире он процветал и стал одним из наиболее развитых кипрских городов-государств. В 312 до н. э. он был завоёван Птолемеем I. Был разрушен Птолемеем II, но позже его отстроил Птолемей III и переименовал в Арсиною. Арсиноя продолжала существовать в римский, раннехристианский и ранний византийский период, но серьёзно пострадала во время арабских завоеваний в VII веке. Археологические данные свидетельствуют о том, что город был также населён в Средневековье в XII—XIV вв. В Египте, в гробнице Рамзеса III, нашли надпись, датированную XII веком до н. э. Она упоминает о неком городе Марион, расположенном на Кипре. Однако первым упоминанием о городе принято считать 449 год до н. э., когда Кипр был завоёван персами. В течение этого года Кимон освободил город от персов. Позднее географы называли город «Марион Эллиникон» — греческий Марион. Залежи медной руды и месторождения золота обеспечивали развитые торговые связи, особенно с Афинами, которые, в свою очередь, экспортировали в Марион гончарные изделия. Образцы можно посмотреть в Археологическом музее. Жесткая борьба за Кипр между наследниками Александра Великого, Антигоном и Птолемеем, привели Марион к разрушению. Птолемей, который, наконец, победил, уничтожил город, который был на стороне Антигона, и переселил остатки его жителей в Пафос. Позднее другой член династии Птолемеев, Птолемей II Филадельф, основал новый город на развалинах Марион, и дал ему имя своей жены, Арсиноя. Город под новым названием процветал в эллинистический и римский период. В раннехристианское время он был также епископством. После арабского завоевания не было упоминания о городе вплоть до позднего средневековья, пока не упомянулся Полис Хрисохус. В настоящее время Полис является административным центром одноимённого района, который включает в себя 23 общины.

## Достопримечательности
Музей Марион-Арсиноя был построен при поддержке Правительства Республики Кипр в 1998 году. Музей состоит из трёх выставочных комнат: I, II и «Атриум». Экспонаты в зале I, который назван в честь Никоса Шаколаса, расположены в хронологической последовательности, чтобы лучше представить историю города от неолита до наших дней. Дом культуры Полиса открылся для посетителей 15 октября 2001 года. В нём находится театральный зал, рассчитанный на 400 человек, и выставочный зал на 250 человек. Географическое положение Полиса благоприятно для туристов, в основном, с Ближнего Востока. Вблизи города купальня Афродиты. Недавно обнаруженные руины средневекового монастыря грузинских православных Галия также расположены рядом с городом.